# 框架语义学
框架语义学（英語：frame semantics）是美国语言学家查尔斯·菲尔墨扩展其早期格语法理论后提出的一种语义研究理论。这一理论将语义学与百科知识联系起来。其基本思想是，如果不了解与一个词相关的所有基本知识，就无法理解该词的含义。例如，要理解“出售”一词就必须了解商业交易的各方面知识，包括卖方、买方、商品、金钱、商品与金钱之间的关系、卖方与商品和金钱的关系、买方与商品和金钱的关系等概念。框架语义学认为，对一个词汇意义的理解在于激活与该词所指概念相关的语义知识框架。
知识的百科组织这一想法本身由来已久，启蒙时代的哲学家德尼·狄德罗、詹巴蒂斯塔·维柯等都对此进行过讨论。菲尔墨和约翰·海曼、阿黛尔·戈德堡等其他演化语言学家与认知语言学家则提出了反对生成文法和真值条件语义学的论点。正如拉科夫-兰亚克认知语言学的基本理论所指出的那样，他们认为语言知识与其他类型的知识没有区别。因此，传统意义上的语法并不存在，而语言也不是独立的认知功能。相反，他们认为语言单位的传播和生存可以直接与其他类型的文化演化单位相比较。